# Дом Дваєр
Домінік «Дом» Джеймс Дваєр (англ. Dominic Dwyer, нар. 30 липня 1990, Какфілд, США) — футболіст США, нападник національної збірної США та клубу «Спортінг Канзас-Сіті».

## Клубна кар'єра
У дорослому футболі дебютував 2012 року виступами за команду клубу «Спортінг Канзас-Сіті», в якій провів один сезон, взявши участь у 17 матчах чемпіонату.
Своєю грою за цю команду привернув увагу представників тренерського штабу клубу «Орландо Сіті», до складу якого на правах оренди приєднався 2013 року. Відіграв за команду з Орландо лише частину року. Відзначався надзвичайно високою результативністю, забиваючи в іграх чемпіонату в середньому більше одного голу за матч.
До складу клубу «Спортінг Канзас-Сіті» повернувся 2013 року.

## Виступи за збірну
2017 року дебютував в офіційних матчах у складі національної збірної США.
У складі збірної був учасником розіграшу Золотого кубка КОНКАКАФ 2017 року у США.

## Досягнення
- Володар Золотого кубка КОНКАКАФ (1):

2017